# Dorfkirche Jacobsdorf

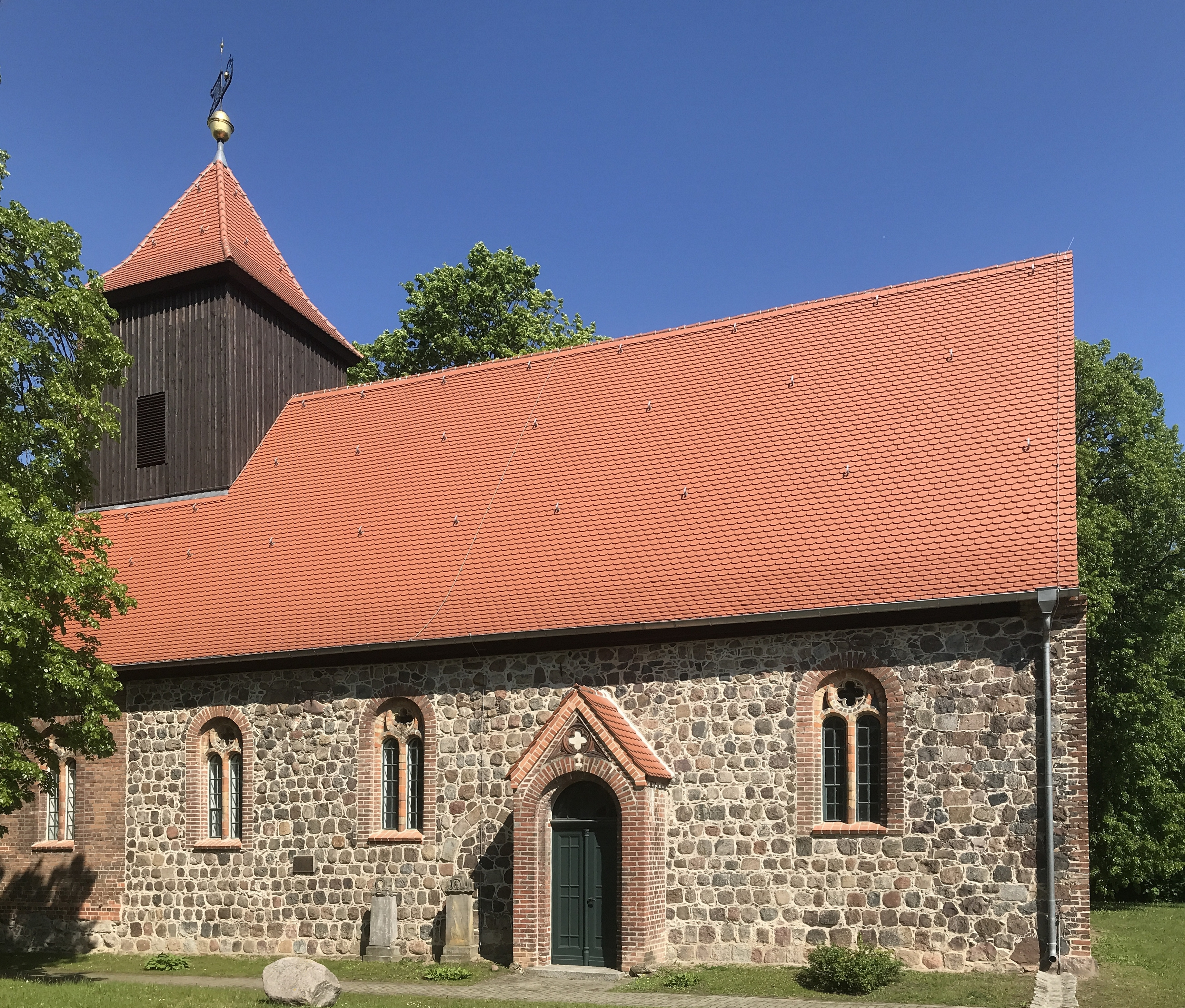
Dorfkirche Jacobsdorf

Die evangelische Dorfkirche Jacobsdorf ist eine Feldsteinkirche in Jacobsdorf, einer Gemeinde im Landkreis Oder-Spree im Land Brandenburg. Die Kirchengemeinde gehört zum Kirchenkreis Oderland-Spree der Evangelischen Kirche Berlin-Brandenburg-schlesische Oberlausitz.

## Lage
Die Hauptstraße führt von Norden kommend als Landstraße 37 in südlicher Richtung durch den Ort. Am historischen Dorfanger spannt sie gemeinsam mit der westlich verlaufenden Dorfstraße den historischen Dorfanger auf. Die Kirche steht im südöstlichen Bereich des Angers auf einer Fläche, die nicht eingefriedet ist.

## Geschichte

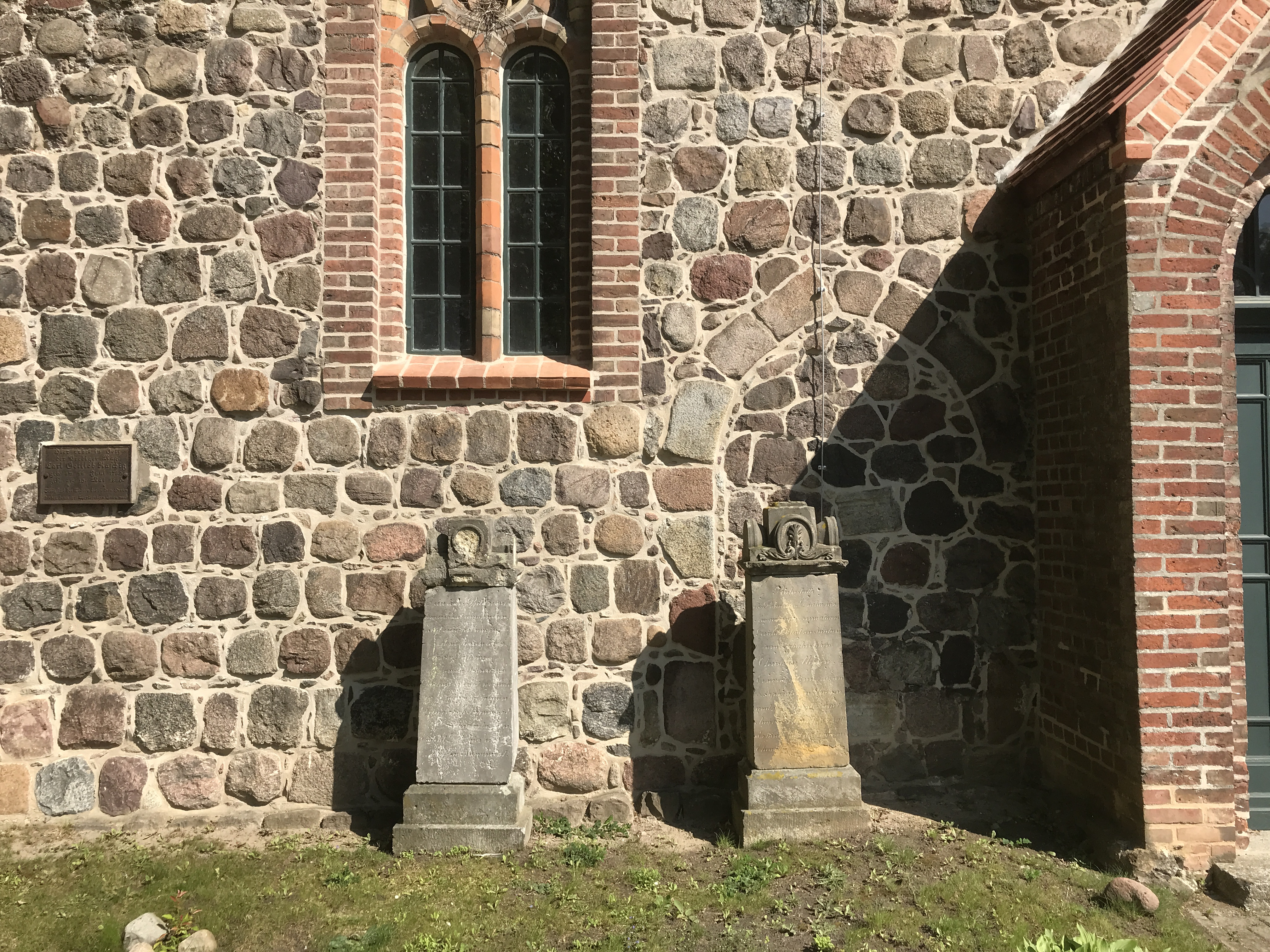
Südseite mit Epitaphen und vermauerter Priesterpforte

Das Bauwerk wurde vermutlich um 1300 aus Feldsteinen errichtet. Die Kirchengemeinde geht davon aus, dass Handwerker zunächst einen Rechtecksaal mit einem eingezogenen Chor erbauten. Vor 1343 und bis 1415 gelangte der Ort in den Besitz derer von Lossow, die damit auch das Kirchenpatronat innehielten. Zu dieser Zeit erhielt die Kirche eine Glocke. In einer Urkunde aus dem Jahr 1405 ist überliefert, dass dem Pfarrer vier Hufen Land zustanden. Jacobsdorf war zu dieser Zeit 64 Hufen groß und gehörte zum Sprengel Selivensem. Mit Wirkung zum 13. Dezember 1415 verkaufte Otto von Lossow den Ort an die Kartäuser. Die Geschicke des Ortes wurden von nun an bis zur Reformation 1539 aus dem Kartäuserkloster in Frankfurt (Oder) geleitet. Im Zuge dieser Reform wurde vermutlich das Südportal an der Kirche vermauert. Joachim II. verfügte, dass auch diese Kirche in den Besitz der Universität Frankfurt gelangte. 1580 erwarb die Kirchengemeinde eine zweite Glocke. Jacobsdorf wurde 1600 zur Pfarrkirche. Im Dreißigjährigen Krieg wurde das Gebäude nur leicht beschädigt. Allerdings kam es im Jahr 1683 zu einem Sturmschaden am Kirchendach, das daraufhin repariert wurde.
1685 führte die Kirchengemeinde umfangreiche Umbauarbeiten durch. Die Fenster wurden „barock“ vergrößert, die seitlichen Strebepfeiler abgebaut und die Umfassungsmauern erneuert. Aus dem Jahr 1691 sind weitere, nicht näher überlieferte Umbaumaßnahmen bekannt. Die Kirchengemeinde vermutet, dass der östliche Giebel eventuell neugestaltet wurde. Um 1697 erwarb die Gemeinde für 60 Taler eine Turmuhr. 1720 stifte die Familie Coßmar einen hölzernen Taufengel, der 1865 jedoch verloren ging. 1777 ließ die Kirchengemeinde das Bauwerk umbauen. Der Chor erhielt einen rechteckigen Abschluss, die Blenden im Giebel wurden entfernt. Gleichzeitig errichteten Handwerker einen schiffsbreiten Westturm, der 1845 um ein Geschoss zurückgebaut wurde.
Ab 1860 kam es zu einem weiteren, massiven Eingriff in die Bausubstanz. Der Altar wurde abgebrochen, die Kanzel verlegt und die Fenster erneut vergrößert. Der bereits zurückgebaute Turm verschwand gänzlich. Im August 1866 baute der Orgelbauer Wilhelm Sauer eine Orgel auf der Westempore auf. Einige Jahre später erhielt das Bauwerk wieder einen Kirchturm, der 1874 mit Turmkugel und Wetterfahne ergänzt wurde. 1899 wurde dort eine neue Turmuhr eingebaut. 1909 bauten Handwerker eine Heizung ein. In der Zeit des Nationalsozialismus erhielt die Kirche durch Stiftungen zwei Farbfenster. 1938 stifte ein Bauer gemeinsam mit der NS-Frauenschaft das Fenster Zum ehrenden Gedenken unserer gebliebenen Helden 1914–1918. Gestiftet im Jahre 1938 des neuen Groß Deutschland, ein Jahr später kam das Fenster Der Herr hat Großes an uns getan, des sind wir fröhlich. 1942 musste die Kirchengemeinde drei Glocken im Zuge einer Metallspende des deutschen Volkes abgeben. 1945 wurden rund 60 % der Kirche bei Kampfhandlungen im Zweiten Weltkrieg zerstört. Dies betraf insbesondere die Dachkonstruktion sowie den Kirchturm. Die Arbeiten wurden 1949 durchgeführt; im Dezember des Jahres konnten die beiden größeren Glocken aus einem Glockenfriedhof wieder nach Jacobsdorf gebracht werden. Ab 1950 erfolgte der Wiederaufbau des Bauwerks; 1964 ersetzte die Kirchengemeinde die Orgel durch ein neues Modell des VEB Orgelbau Sauer. Nach der Wende erfolgte 1991 eine Sanierung des Bauwerks, die zum Advent mit einer erneuten Kirchweihe im Beisein des Superintendenten Bruckhoff aus Frankfurt (Oder) stattfand. 2008 stellten Handwerker eine Holzstele des Bildhauers Steffen Böttger vor dem Bauwerk auf. 2009 begannen die Planungen für eine Instandsetzung des Mauerwerks, eine Sanierung der Turmkonstruktion sowie einer Erneuerung des Turms sowie der Dacheindeckung. Die Arbeiten wurden 2012 abgeschlossen.

## Baubeschreibung

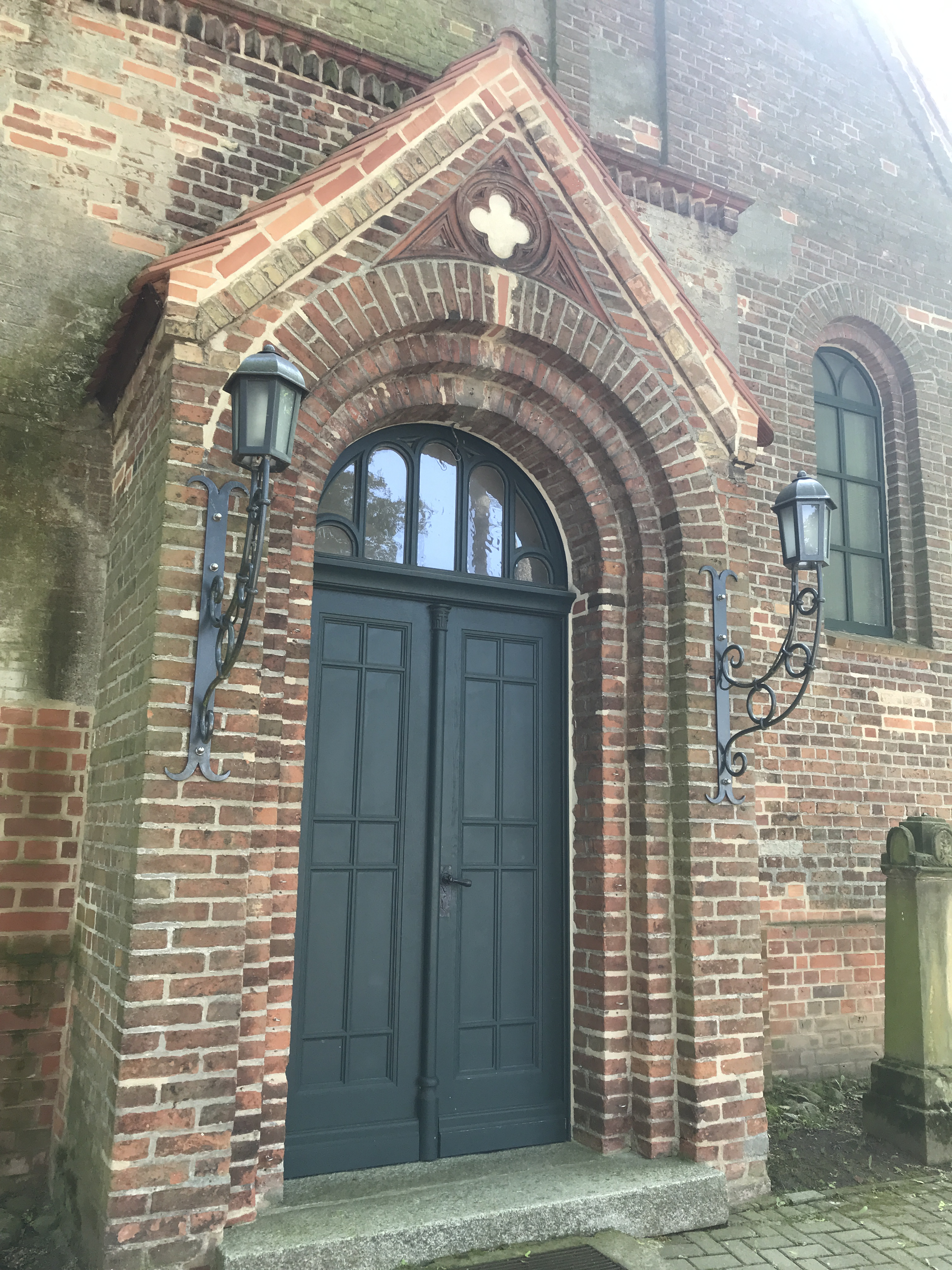
Westportal

Die Kirche wurde im Wesentlichen aus Feldsteinen errichtet, die behauen und weitgehend lagig geschichtet wurden. Der Chor ist gerade und nicht eingezogen. An der Ostwand ist eine Dreifenstergruppe, die jedoch nicht aus der ursprünglichen Bauzeit der Kirche stammt. Darüber ist ein Giebel, der ebenfalls aus Feldsteinen errichtet wurde. Mit rötlichen Mauersteinen wurden sieben Blenden nachgebildet, die mit unbehauenen Feldsteinen befüllt wurden. Mittig ist ein Schlitzfenster, darüber ein gemauertes Kreuz.
Daran schließt sich das Kirchenschiff mit einem rechteckigen Grundriss an. An der Nordseite sind insgesamt vier aufwendig gearbeitete Fenster. Ihre Laibung ist mit rötlichem Mauerstein erstellt, dazwischen zwei Rundbogenfenster. Oberhalb ist ein Vierpass. An der Südseite sind drei derartige Fenster verbaut: eines nach Osten und zwei nach Westen. Dazwischen ist ein rechteckiger Anbau mit einer großen Rundbogenpforte. Links daneben sind die Reste der zugesetzten Priesterpforte erkennbar. Sie wurde mit unbehauenen Feldsteinen zugesetzt. An der Westseite des Schiffs sind zwei kleinere Rundbogenfenster.
Im Westen zeigt sich an einer auffälligen Baunaht die Verlängerung des Bauwerks. Im unteren Bereich sind wenige Lagen unbehauene Feldsteine verbaut. Darüber nutzten Handwerker rötlichen Mauerstein, mit dem sie das Langhaus verlängerten. Im Nord- und Süden sind weitere Rundbogenfenster, ergänzt durch je ein kleines Rundbogenfenster an der Westseite. Dort ist ein großes Portal, das in einen kleinen Vorbau eingelassen ist. Darüber ist ein Rundbogenfenster, das die Form der Fenster aus dem Langhaus aufnimmt. Im oberen Geschoss ist an der vermauerten Westseite eine rundbogenförmige Klangarkade. An Kirchenglocke|den übrigen Seiten ist der Aufsatz verbrettert. Dort ist an der Nord- und Südseite eine rechteckige Klangarkade. Der Turm schließt mit einem Pyramidendach mit Turmkugel und Wetterfahne ab.

## Ausstattung
Die Kirchenausstattung ist neuzeitlich. Auf dem Altar steht ein Kreuz mit einem Messingbeschlag sowie einem Christuskopf aus dem Jahr 1865. Die schlichte Fünte stammt aus dem Jahr 1960. Die in den 1930er Jahren gestifteten Fenster wurden gegen Buntglasfenster ausgetauscht. Das Bauwerk ist in seinem Innern flach gedeckt.
Neben dem Westportal erinnert ein Gedenkstein an den Kihen- und Schulvorsteher Christian Uckrow. An der Südwand des Kirchenschiffs erinnert eine Gedenktafel an den Prediger Carl Gottlob Raschig, der von 1785 bis 1860 lebte. Rechts darunter stehen zwei Epitaphe. Südlich vor dem Bauwerk erinnert ein Denkmal an die Gefallenen der Weltkriege.
Im Turm hängen zwei Glocken. Die ältere besitzt einen Umfang von 1,05 m und wurde im 14. Jahrhundert gegossen. Sie wiegt rund 750 kg und ist mit einer Majuskel-Schrift verziert: O REX. C. L. F. ORIE. A. E. V. H. D (O König der Ehren, Christus, komme mit Frieden). Die kleinere Glocke mit einem Durchmesser von 60 cm wiegt 240 kg und stammt von Sebastian Preger, der sie 1580 in Frankfurt (Oder) goss. Ihre Inschrift lautet: SI DEUS PRO NOBIS QUIS CONTRA NOS (Wenn Gott für uns ist, wer sollte wider uns sein).
Die Orgel von 1964 des VEB Frankfurter Orgelbau Sauer ist ein dreistimmiges Orgelpositiv ohne Pedal mit den Stimmen Gedackt 8′, Rohrflöte 4′ und Principal 2′.